# Ris (Puy-de-Dôme)
Ris is een gemeente in het Franse departement Puy-de-Dôme (regio Auvergne-Rhône-Alpes) en telt 681 inwoners (1999). De plaats maakt deel uit van het arrondissement Thiers.

## Geografie
De oppervlakte van Ris bedraagt 15,9 km², de bevolkingsdichtheid is 42,8 inwoners per km².
De onderstaande kaart toont de ligging van Ris (Puy-de-Dôme) met de belangrijkste infrastructuur en aangrenzende gemeenten.

## Demografie
Onderstaande figuur toont het verloop van het inwonertal (bron: INSEE-tellingen).